# Michonne
Michonne Hawthorne (/ mɨʃɔːn / mi-SHOHN) è un personaggio della serie a fumetti The Walking Dead, interpretato da Danai Gurira nella serie televisiva omonima.

## Caratteristiche

### L'introduzione di Michonne
Michonne compare per la prima volta nell'ultimo episodio della seconda stagione di The Walking Dead, mentre, coperta da un cappuccio, passeggia indisturbata in mezzo a una mandria di vaganti trascinando con delle catene due zombie privi di braccia e mascelle, mimetizzandosi tra loro. Presto si scopre che i due non-morti al guinzaglio erano in realtà il suo fidanzato e il suo migliore amico. Il personaggio di Michonne ha un ruolo di primo piano sia nella serie a fumetti che in quella televisiva, dove agisce nel conflitto tra la città di Woodbury, guidata dal Governatore, e i membri del gruppo all'interno del carcere. Sebbene la sua storia sia diversa nelle due versioni, in entrambe Michonne viene presentata come un outsider e un elemento prezioso per il gruppo.

### Differenze tra fumetto e serie TV
Nel fumetto, Michonne è un ex avvocato, divorziata e madre di due figlie, che instaura un rapporto complicato con Tyreese. Il suo conflitto con il Governatore è molto più violento nei fumetti, dove subisce una violenza sessuale che la porta a vendicarsi uccidendolo. Lo stato mentale di Michonne si deteriora a causa delle molte perdite, avvicinandola a Rick Grimes con cui condivide traumi simili.

## Curiosità
I retroscena di Michonne vengono leggermente modificati nella serie televisiva, nella quale ha un figlio di tre anni di nome André Anthony, mentre il destino del suo fidanzato e del suo amico rimangono gli stessi. Nella serie televisiva, il trauma di Michonne si affievolisce man mano che si ambienta nella comunità di cui Rick è il capo.
Gli unici riferimenti al marito Mike e al figlio André si vedono nel nono episodio della quarta stagione Smarriti.

## Storia del personaggio

### Seconda stagione
Michonne fa la sua prima apparizione verso la fine della seconda stagione, presentandosi come una figura incappucciata, accompagnata da due zombie mutilati e incatenati. Questo espediente le consente di muoversi inosservata tra i non-morti, una strategia che riflette il suo approccio nel fumetto, dove utilizza zombie amputati di braccia e mascella per camuffarsi.

### Terza stagione
Nell'episodio Benvenuti a Woodbury, Michonne e Andrea vengono catturate da un gruppo guidato da Merle Dixon (Michael Rooker) e portate a Woodbury, una città governata dal Governatore (David Morrissey). Mentre Andrea, debilitata dopo otto mesi di vagabondaggio, accoglie con entusiasmo la comunità, Michonne rimane scettica riguardo ai metodi del Governatore.  
Nell'episodio Basta una parola, Michonne decide di abbandonare Andrea e Woodbury. Il Governatore, nell'episodio La preda, ordina a Merle di scortarla, rivelando il suo intento di tenderle in una trappola. Michonne, intuendo il pericolo, riesce a difendersi e a fuggire, nonostante il tentativo degli uomini di Woodbury di ucciderla. Durante la fuga, viene ferita a una gamba da Merle, Michonne, indebolita e stanca, decide di non intervenire quando assiste a un'imboscata in cui Merle rapisce Maggie (Lauren Cohan) e Glenn (Steven Yeun). Michonne invece si dirige verso la prigione, di cui ha sentito le indicazioni mentre spiava la sfortunata coppia. Nell'episodio Infiltrati viene accolta (con le dovute cautele) nella comunità che vive nella prigione, dove viene medicata. Informa il gruppo del rapimento di Glenn e Maggie da parte di Merle e del Governatore di Woodbury. A metà stagione, nell'episodio Fatti per soffrire, Michonne accompagna Rick, Oscar e Daryl (ignara del fatto che sia il fratello di Merle) a Woodbury per salvare Glenn e Maggie.
Durante il soggiorno a Woodbury, Daryl viene rapito, mentre Glenn e Maggie riescono a fuggire. Michonne, decisa a vendicarsi del Governatore, si separa dal gruppo. Non esita a uccidere Penny, la figlia zombie del Governatore, che viveva incatenata nella sua abitazione, ignorando le suppliche del padre. Questo atto scatenante porta a un violento corpo a corpo tra Michonne e il Governatore, interrotto dall'intervento di Andrea, che ha ormai instaurato una relazione con il Governatore e lo salva da una morte certa. Successivamente, Michonne ritorna al gruppo guidato da Rick, il quale decide di accoglierla per colmare la perdita di Daryl.
Nell'episodio Fratello, Rick continua a nutrire diffidenza nei confronti di Michonne, informandola che intende allontanarla non appena si sarà ripresa dalle ferite. In "Bentornato a casa, Michonne osserva Rick mentre è preda di allucinazioni legate alla sua defunta moglie Lori, interpretata da Sarah Wayne Callies. Quando il Governatore e i suoi uomini attaccano la prigione, Michonne si unisce al gruppo per difenderla. Nell'episodio Giuda, quando Andrea arriva alla prigione per avviare una trattativa, Michonne le rivela che il Governatore ha inviato Merle per ucciderla, dimostrando così che non permetterà a nessuno di lasciare Woodbury. Infine, nell'episodio Ripulire, Michonne invita Andrea a unirsi a loro e riesce a guadagnarsi la loro fiducia.
Nell'episodio L’inganno Rick rivela che il Governatore ha affermato di voler lasciare il gruppo in pace se gli avessero consegnato Michonne. Merle la prende con sé per consegnarla al Governatore, ma ha un ripensamento, tende un'imboscata al gruppo del Governatore da solo e uccide alcuni uomini prima che il Governatore lo affronti e lo uccida.
Nel finale di stagione, nell'episodio, Nelle Tombe, dopo un nuovo attacco alla prigione, Rick, accompagnato da Michonne e Daryl, decide di dare la caccia al Governatore per eliminarlo. Durante la loro ricerca, si imbattono in un evento drammatico: il Governatore sta sterminando le sue stesse truppe con una mitragliatrice. Nel frattempo, Karen (Melissa Ponzio) guida il gruppo verso Woodbury per cercare di salvare Andrea. Giunti lì, trovano Andrea già mordicchiata da Milton (Dallas Roberts). Michonne si offre di restare con lei nei suoi ultimi momenti, prima che Andrea prenda la tragica decisione di suicidarsi per evitare di diventare un zombie.

### Quarta stagione
Nell'episodio Calma apparente della quarta stagione, Michonne fa ritorno alla prigione dopo una ricerca infruttuosa del Governatore. La sua determinazione nel riprendere la caccia al Governatore viene nuovamente ostacolata da un attacco di zombie, durante il quale subisce una distorsione alla caviglia (episodio Infetto). Solo quando comprende l'importanza del suo ruolo all'interno della comunità, decide di abbandonare definitivamente la ricerca (episodio Indifferenza).Nel finale di metà stagione, Indietro non si torna, il Governatore rapisce Hershel e Michonne, costringendo il suo nuovo gruppo a usarli come ostaggi per conquistare la prigione. Nonostante i tentativi di Rick di negoziare con il Governatore, offrendogli una coabitazione pacifica nella prigione, il Governatore passa all'attacco. In un momento drammatico, decapita Hershel con la katana di Michonne e ordina al suo esercito di aprire il fuoco. Approfittando della confusione, Michonne riesce a rotolare via e a liberarsi in tempo per salvare Rick, infliggendo un colpo mortale al Governatore con la sua spada.A seguito degli spari, orde di zombie attirate dal caos si riversano nella prigione, trasformandola in un luogo insicuro. Nell'episodio Smarriti, Michonne ritorna alla prigione con due nuovi zombie, debitamente legati e amputati, mentre viaggia attraverso i boschi.
Durante la notte, Michonne vive un incubo che la riporta alla sua vita precedente. Questo sogno rivela che ha trascorso un'esistenza agiata accanto al suo fidanzato Mike e al loro giovane figlio André, di soli tre anni, prima dell'inizio dell'apocalisse. Nell'episodio Salvare il mondo, Rick, Carl e Michonne si dirigono verso un luogo noto come Terminus, consigliato come rifugio da un gruppo di uomini incontrati lungo il cammino. Nell'episodio, "A", Michonne, Rick e Carl si avvicinano ulteriormente a Terminus. Durante la notte, vengono attaccati da un gruppo di predoni, ma Daryl, che fa parte di questo nuovo gruppo, interviene per salvarli. Con i predoni sconfitti e il gruppo riunito, Michonne riprende il viaggio verso Terminus. Una volta arrivati a Terminus, notano su un tavolo gli effetti personali di Glenn e Maggie e comprendono di essere caduti in una trappola. Vengono catturati e imprigionati all'interno di un container, dove si ricompongono con Glenn, Maggie, Bob e Sasha. Qui incontrano per la prima volta Abraham Ford, Eugene Porter, Rosita Espinosa e Tara Chambler.

### Quinta stagione
Nel primo episodio della quinta stagione, Preda e cacciatore, Michonne e il resto del gruppo riescono a fuggire da Terminus e si riuniscono con Carol, Tyreese e la piccola Judith. Nell'episodio, Sconosciuti, Michonne si rende conto di aver dimenticato la sua spada a Terminus. Continuando il loro viaggio, incontrano padre Gabriel, che offre loro rifugio nella sua chiesa. Insieme a Rick, Bob e Sasha, si avventurano per cercare provviste. Nell'episodio, Un tetto e quattro mura, Michonne assiste Rick nell'uccisione di Gareth e degli altri membri del suo gruppo. Durante questo confronto, scopre che il suo gruppo aveva in possesso la sua spada e riesce finalmente a riprenderla. Nell'episodio, Non è finita, Michonne è costretta ad amputare il braccio di Tyreese dopo che questi è stato morso da un walker. In,  La distanza, Michonne convince Rick a seguire Aaron verso una nuova comunità chiamata Alexandria. Nell'episodio Benvenuti, Deanna, leader di Alexandria, offre a Michonne e Rick la possibilità di diventare i poliziotti della comunità. Nell'episodio, Provare, Michonne e Rosita si mettono in cerca di Sasha e, dopo averla trovata, entrambe la salvano da una mandria di zombie. Una volta tornate ad Alexandria, Michonne si trova costretta a colpire Rick in testa per fermarlo.

### Sesta stagione
Nel primo episodio della stagione, Come la prima volta, Michonne e il gruppo si trovano costretti a spostare una gigantesca mandria di vaganti diretta verso Alexandria. Durante l'operazione, un clacson proveniente dalla comunità attira ulteriormente i morti viventi. Nell'episodio, Grazie, Michonne, Glenn e Heath combattono contro i vaganti per sopravvivere; tuttavia, Glenn si separa dal gruppo e solo Michonne e Heath riescono a tornare ad Alexandria. Nella puntata, Adesso, Michonne confida a Maggie di non essere sicura riguardo al destino di Glenn. Nell'episodio, L'inizio e la fine, la mandria riesce a entrare nella comunità, costringendo Michonne e gli altri a rifugiarsi nelle case. In, Nessuna via d'uscita, Michonne si trova costretta a uccidere Ron, che ha ferito Carl con un colpo di pistola. Michonne e Rick portano Carl in infermeria e successivamente aiutano gli altri a eliminare la mandria. In La legge delle probabilità, Michonne e Rick iniziano una relazione romantica dopo aver passato la notte insieme. Nell'episodio, Il cerchio, Michonne, Glenn e Rosita partono per cercare Daryl, che è andato alla ricerca di Dwight. Quando lo trovano, Daryl rifiuta di tornare indietro; Rosita decide di accompagnarlo, mentre Michonne e Glenn fanno ritorno verso Alexandria. Tuttavia, lungo il cammino, vengono catturati da un gruppo di Salvatori.Nell'episodio finale della stagione, L'ultimo giorno sulla Terra, Michonne e Glenn si riuniscono con il resto del gruppo (Rick, Carl, Daryl, Rosita, Sasha, Aaron, Maggie, Abraham ed Eugene) dopo essere stati circondati dai Salvatori. Qui appare per la prima volta Negan, il loro temuto leader.

### Settima stagione
Nel primo episodio della stagione, Io ti ucciderò, Negan compie un atto brutale uccidendo Glenn e Abraham davanti agli occhi del gruppo. Nell'episodio, I cuori battono ancora, Michonne si trova al Santuario e comprende la vera natura e il potere dei Salvatori. Dopo questa rivelazione, fa ritorno ad Alexandria, dove scopre che Spencer e Olivia sono stati uccisi dai Salvatori e che Eugene è stato catturato. Determinata a non arrendersi, convince Rick a combattere. In , Ci vuole coraggio, Michonne e gli altri cercano di convincere il Regno a unirsi alla loro causa contro i Salvatori. Nell'episodio, Accetta l'offerta, Michonne, insieme a un piccolo gruppo di Alexandria, si dirige verso la comunità di Oceanside per cercare di persuadere gli abitanti a combattere al loro fianco. Nell'episodio, Il primo giorno del resto della tua vita, Michonne subisce gravi ferite durante uno scontro con un Salvatore. Questi eventi segnano un momento cruciale nel suo percorso, evidenziando la sua resilienza e determinazione nella lotta per la sopravvivenza del suo gruppo e della comunità di Alexandria.

### Ottava stagione
Nell'ottava stagione, la guerra contro i Salvatori continua a intensificarsi. Nell'episodio, Onore, Michonne è costretta a dire addio a Carl, che è stato morso da un vagante. In, Il valore, legge a Negan la lettera che Carl ha scritto per lui, in cui lo esorta a cercare la pace con Rick. Tuttavia, Negan rimane fermamente deciso a uccidere Rick. Nell'episodio, Ira, la guerra con i Salvatori giunge finalmente al termine, e Michonne concorda con Rick sulla decisione di mantenere in vita Negan, nonostante le sue azioni violente. Questo momento segna una svolta importante per Michonne e il gruppo, poiché devono affrontare le conseguenze delle loro scelte e pianificare il futuro della loro comunità in un mondo ancora pericoloso e instabile.

### Nona stagione
Nell'episodio, Sussurri, Michonne, insieme a Magna e Yumiko, interviene per aiutare Eugene, Daryl, Aaron e Jesus, che sono circondati da una mandria di vaganti. Purtroppo, Jesus viene ucciso da un uomo che indossa la pelle di uno zombie. In, Adattarsi, Michonne e il suo gruppo prendono in ostaggio una ragazza con indosso la pelle di un vagante per interrogarla. Dopo il confronto, Michonne decide di tornare ad Alexandria. Una volta lì, scopre che Negan è riuscito a fuggire dalla cella in cui era rinchiuso ma poi è tornato. Michonne comprende che Negan è tornato perché non ha più nulla da cercare all'esterno.Nell'episodio, Cicatrici, viene rivelato cosa è successo a Michonne durante questi sei anni: insieme a Daryl ha cercato il corpo di Rick per molti mesi. Durante questo periodo, incontra Jocelyn, un'amica del college, e la accoglie con il suo gruppo di ragazzini. Tuttavia, Jocelyn e i suoi ragazzi rubano tutto il cibo ad Alexandria e fuggono con alcuni bambini della comunità. Michonne e Daryl partono quindi alla loro ricerca e, quando la trovano, scoppia uno scontro tra loro. Dopo aver subito diversi colpi da Jocelyn mentre è incinta, Michonne riesce a ribaltare la situazione e la uccide. Subito dopo, è costretta a combattere contro i ragazzi e li uccide tutti.Nel presente, Daryl si presenta ai cancelli di Alexandria con Henry e Lydia; dopo un momento di esitazione, Michonne decide di farli entrare. Successivamente, si mette in marcia verso il Regno insieme a Judith, Daryl, Henry e Lydia. Nell'episodio, La quiete prima della tempesta, Michonne, Carol, Daryl e Yumiko vengono circondati da un gruppo di Sussurratori. Dopo averli lasciati andare, sulla strada del ritorno si imbattono in dieci teste infilzate su delle picche e osservano con orrore la scena.Infine, nell'episodio, La tempesta, Michonne fa ritorno ad Alexandria e decide di liberare Negan dalla sua prigione.
Nell'episodio, Cosa c'è dopo, Michonne è profondamente colpita dalla scomparsa di Rick. Nel successivo episodio, Chi sei adesso?, che si svolge sei anni dopo la sua presunta morte, Michonne, incinta al momento della sua scomparsa, ha assunto il comando di Alexandria e si occupa di Judith e del piccolo R.J. Durante questi sei anni, si è creata una frattura tra la comunità di Michonne e le altre. Quando incontra i nuovi arrivati portati da Judith, inizialmente non si fida di loro e non è convinta di accoglierli. Tuttavia, alla fine decide di accompagnarli a Hilltop.All'arrivo a Hilltop, nell'episodio, Stradivari, Michonne riceve un'accoglienza fredda da Tara. Carol cerca di convincerla a far partecipare la comunità di Alexandria alla fiera del Regno, ma Michonne rifiuta. Questo rifiuto evidenzia la sua crescente diffidenza verso le altre comunità e la sua determinazione a proteggere ciò che ha costruito ad Alexandria. 

## Abilità ed equipaggiamento
Michonne sa usare bene la katana, rivelandosi esperta nel Kenjutsu e nel Iaidō, a cui affianca incredibili capacità furtive e nel combattimento corpo a corpo. Prima di conoscere il gruppo di Rick ha passato molto tempo da sola per strada, affinando così le sue abilità nella sopravvivenza e mimetizzandosi tra i non-morti grazie alla sua brillante idea di portarsi dietro un paio di zombie resi inoffensivi (incatenati e mutilati di braccia, denti e mandibola).